# 郭兴福
郭兴福（1930年—1985年8月27日）山东省邹平县人，中国人民解放军军官，“郭兴福教学法”的创立者，2009年7月，郭兴福被评为“100位新中国成立后为国防和军队建设作出重大贡献、具有重大影响的先进模范人物”。

## 生平

### 早年
郭兴福生于邹平县延安村:56的一个贫农家庭，幼年丧父，因贫困只读过3个月的书。1942年，郭兴福为了吃饭，加入山东省保安团三团、四团当勤务兵、通讯兵。1948年9月，济南战役期间，郭兴福随部队起义成为解放战士，被分到华东野战军第13纵队当战士。郭兴福此后先后参加了淮海战役、渡江战役、淞沪战役、漳厦战役:56。淮海战役因作战英勇，曾立三等战功。1949年6月，加入中国共产党:56。
1951年2月，郭兴福入第十四步兵学校学习。在第十四步兵学校，他学习了4年多，毕业成绩被该学校定为“上等”。毕业后，郭兴福被分配到南京军区12军34师教导营任排长，少尉军衔。后调至100团二连任连长，中尉军衔:56。在教导营期间，他工作了4年，熟悉了分队战术以及技术训练。

### 郭兴福教学法
1959年5月，郭兴福调至某团二连任排长，一年后，升为副连长:56。1961年初，某军长李德生率工作组赴郭兴福所在的某团二连蹲点，次日上午来到训练场。时任二连副的郭兴福正在训练场上指挥训练。当晚，李德生等人研究决定，在二连开展从单兵、小组到班战术的训练改革试验；同时确定了3位参加过第二次国共内战和抗美援朝战争的干部担任教练班长，郭兴福负责教授小组战术。
4个月之后，大家认为郭兴福的小组战术教学改革较为成功，郭兴福乃奉命负责开展单兵战术训练改革。该军还抽调4位参谋帮郭兴福进行训练教学，研究训练方法，写出教学笔记，在该军推广。
1962年夏，中国人民解放军总参谋部军训部的处长郝云虹在李德生的陪同下观看了郭兴福的现场演练，看后表示：“比看梅兰芳的戏还过瘾，它叫什么名字？”当时该教学法尚无名称，郝云虹乃称：“你们生了孩子，我给起个名，看看是否合适，就叫郭兴福教学法吧。”
1963年12月下旬，郭兴福奉命率小分队赴南京，向南京军区首长作汇报演练。在南京郊外的张家山，郭兴福向南京军区司令员许世友上将、分管军事训练的副司令员王必成中将等首长作了单兵进攻战术演练。
数天后，郭兴福奉命率小分队在镇江小衣庄再次进行汇报演练。观看演练的是元帅叶剑英。演练进行3个多小时后，进入了最后也是最艰难的冲击动作，郭兴福大声说：
冲击，是单兵进攻战术的关键动作，是战士必须掌握的过硬军事技术。冲击讲究六个字：勇，猛，狠，活，快，准。勇，就是勇敢，前仆后继，前面的人倒下了，后面的人接着上。猛，像老虎下山，在气势上压倒敌人。狠，就是敢于短兵相接，刺刀见红，刺刀断了，就用枪托砸；枪托断了，就用手榴弹敲；手榴弹打光了，就手掐牙咬……
说完，郭兴福带头向敌方前沿猛扑。演练结束时，叶剑英高兴地握着郭兴福的手说：“你是一个好连长，你把兵练活了！”
1963年12月27日，叶剑英向中央军委写报告，推广郭兴福教学法。报告自南京电传北京。中央军委秘书长、总参谋长罗瑞卿大将收到叶剑英的报告后，立即汇报给毛泽东。毛泽东看完该报告后，在报告中的“一个个都像小老虎一样”这句话底下划了一道重重的红杠。
1964年1月3日，中央军委向中国人民解放军全军发出指示，号召全军掀起学习郭兴福教学方法的运动。同年1月下旬，罗瑞卿亲赴南京，代表中央军委在南京主持召开了全军推广郭兴福教学方法的现场会。张爱萍上将、许世友上将、杨得志上将、刘震空军上将以及大批中将、少将，共两千多人与会。在现场会上，郭兴福率小分队再次向这些高级将领演练了单兵战术教学。各大军区的领导在会上纷纷上台表态称，回去后要大力推广郭兴福教学法。会上初定在1964年10月1日前后举行全军大比武。
12军34师为他记二等功1次，12军党委、南京军区党委分别记一等功1次:56。

### 文革惨剧
郭兴福因为大比武而出了名，1965年调任南京军区高级步兵学校教员。文化大革命前夕，主持大比武的罗瑞卿在罗瑞卿事件中倒台。文革爆发后，由于军队院校是“四大”单位，积极开展文化大革命，南京军区高级步兵学校教员郭兴福遂被当作罗瑞卿的余党揪出批斗。郭兴福被戴高帽游街，据称还曾坐在笼子里游街。夏天，南京气温将近40℃，郭兴福被逼嘴里叼一根稻草，在水泥地上爬行，每爬一步都必须磕一个头，并大声说“我有罪”。在这种惨境下，郭兴福也从未揭发侮辱罗瑞卿。
在这样残酷的迫害下，郭兴福和妻子李淑贞商量，先把家里的3个孩子掐死，然后全家通电自杀。3个孩子都死了，郭兴福的妻子跳了楼，叫来邻居撞门，当时郭兴福已通电昏死过去。邻居的叫门声将郭兴福叫醒，郭兴福遂进入厨房用刀自砍十多下，还是没死。由于杀害了自己的3个孩子，郭兴福和妻子都被逮捕判刑，郭兴福被判处死刑。
得知消息后，南京军区司令员许世友，以及郭兴福所在军军长、后来出任中国人民解放军总政治部主任的李德生都为郭兴福进行疏通，郭兴福最后被改判为有期徒刑20年。郭兴福和妻子李淑贞均被关入监狱。在狱中，李淑贞提出想见郭兴福，监狱的看守同情他们，遂破例批准。后来，郭兴福到南京军区茶场当工人。郭兴福的舌头在通电自杀时被电坏了，讲话已不流利。

### 出狱
文化大革命结束后，罗瑞卿重获自由，想见郭兴福。罗瑞卿关心郭兴福的情况，称郭兴福对军事训练贡献很大，应让郭兴福继续搞训练。1978年，罗瑞卿因病逝世，未能在生前实现为郭兴福平反及和其见面的愿望。此外，已担任沈阳军区司令员的李德生致信叶剑英，要求重新审理郭兴福一案。
1979年，郭兴福无罪释放。正在南京军区招待所组织训练工作会议的南京军区副参谋长范志伦随即找到郭兴福。范志伦当年在军中担任参谋，在推广郭兴福教学法的过程中和郭兴福成为朋友。范志伦带郭兴福来到招待所，见到了参加训练工作会议的人们。不久，郭兴福出任南京军区步兵学校战术研究室副主任（正团职）。
1979年4月1日，《人民日报》第1版发表《中央军委批准为郭兴福彻底平反 这位优秀教练员被任命为南京步校战术教研室副主任》的报道称，“中共中央军委最近批准人民解放军南京部队党委关于为优秀教练员郭兴福同志彻底平反的决定。遭受林彪、‘四人帮’残酷迫害的郭兴福同志，如今已恢复军籍、党籍，被任命为南京部队步兵学校战术教研室副主任。”“一九六六年，林彪、‘四人帮’出于篡党夺权的目的，疯狂破坏部队建设，妄图通过把郭兴福打成“黑榜样”、“黑干将”，全盘否定一九六四年的大练兵运动，大整中央军委领导同志。郭兴福因此受到残酷迫害。如今，郭兴福同志的十几年沉冤，终于得到了昭雪。”“为郭兴福同志平反的大会上，南京部队政治委员杜平讲了话，愤怒揭发批判林彪、‘四人帮’这伙阴谋家、野心家危害党、危害军队、危害干部和群众的滔天罪行。”
1983年4月，团级干部郭兴福按副师职待遇离休。1985年8月27日，郭兴福骑自行车外出看地形时遇到车祸，当场身亡，时年55岁。路人为了查明其身份，翻开他的口袋，仅发现一张用塑料袋包着的罗瑞卿的黑白照片。
1991年4月，南京军区举行郭兴福教学法创立30周年纪念大会。中央军委副主席刘华清、总参谋长迟浩田出席大会。会后，解放军三总部联合发文，号召全军指战员在新历史条件下学郭兴福教学法，并在实践中加以继承和发扬:57。
2007年时，其妻李淑贞独自生活在南京，居住于南京军区一处干休所。
2024年6月3日在CCTV國防軍事頻道首播的《軍事紀實—奮鬥正當時 第1集》中提及的陸軍第72集團軍某旅“軍事訓練先鋒連”長黃皇對其下轄的各菁英班及其首長吹毛求疵以使之精益求精的作法即傳承自郭興福教學法。